# Microboard
Microboard Indústria e Comércio de Produtos Eletrônicos LTDA foi uma e indústria de eletrônico e informática, de origem brasileira, que iniciou suas operações na área industrial em 2005, no município de Itajubá, em Minas Gerais. Em 2007 ocupou a terceira posição como empresa fabricante de computadores notebooks mais vendidos no Brasil.

## História
Os laptops da marca se destacaram por por terem um valor competitivo apesar do peso.
Foi inovadora por apresentar os seus produtos em nove diferentes cores. A linha NetSlim era fornecida com um design agradável e um teclado com teclas grandes e bem espaçados. Os notes-books da linha Orion quando testados par a execução de jogos, apresentaram boa performance e jogabilidade adequada.
A empresa encerrou as suas operações em 2014, quando demitiu os seus funcionários.